# David Plant
David Plant (* 29. März 1783 in Stratford, Connecticut; † 18. Oktober 1851 ebenda) war ein US-amerikanischer Jurist und Politiker (National Republican Party).

## Werdegang
David Plant besuchte die Episcopal Academy in Cheshire und graduierte 1804 am Yale College. Er studierte Jura an der Litchfield Law School, bekam 1804 seine Zulassung als Anwalt und fing dann in Stratford zu praktizieren an. Später war er Richter am Nachlassgericht von Fairfield County. Plant verfolgte ebenfalls eine politische Laufbahn. Er war zwischen 1817 und 1820 Abgeordneter im Repräsentantenhaus von Connecticut, wo er auch als Speaker tätig war. Anschließend saß er 1821 und 1822 im Senat von Connecticut. Danach wurde er zum Vizegouverneur von Connecticut gewählt und bekleidete dieses Amt zwischen 1823 und 1827. Plant wurde in den 20. US-Kongress gewählt, wo er vom 4. März 1827 bis zum 3. März 1829 tätig war. Er entschied sich 1828 gegen eine erneute Kandidatur für den Kongress und nahm nach Ende seiner Amtszeit wieder die Tätigkeit als Anwalt auf.
Er starb 1851 in Stratford und wurde anschließend auf dem Congregational Burying Ground beigesetzt.